# Livländskt dragonregemente (G.E. d'Albedyhl)
Livländskt dragonregemente var ett värvat svenskt dragonregemente under stora nordiska kriget 1700–1721. Regementet skall inte förväxla med andra livländska förband och regementen under samma tid.

## Historia
Förbandet värvades år 1700 och bestod av 600 man. Det inryckte i Kurland år 1701. Halva regementet med kungens armé till Polen och andra hälften under i Schlippenbachs armé år 1703. Avgick i oktober år 1704 till Lewenhaupts armé och med denna till Ukraina, där regementet återförenades. Fånget efter Poltava.

## Förbandschefer
- 1700-1703: Gustaf Ernst d´Albedyhl
- 1703–1704: Gustaf Adolf Lewenhaupt
- 1704-1709: Gustaf Carl von Schreiterfelt

## Övriga källor
- Larsson, Anders, Karolinska uniformer och munderingar åren 1700-1721 s. 108–128. Jengel Förlag Östersund 2022. ISBN 978-91-88573-43-8